# Bow Valley Provincial Park
Der Bow Valley Provincial Park ist ein Provinzpark in der kanadischen Provinz Alberta. Er wurde 1959 im Bogen des Bow Rivers an dessen Zusammenfluss mit dem Kananaskis River eingerichtet und ist einer von vielen Parks im Kananaskis-Country-Parksystem.
Dieser Park liegt am östlichen Rand der Rocky Mountains in Alberta im Bow Valley und bietet die Möglichkeit zum Forellenangeln im Bow River und eine spektakuläre Bergkulisse. Er umfasst bewaldete Gebiete, Wiesen, Seen und ein Gebiet mit ungewöhnlichen „warmen“ Quellen. Außerdem gibt es Gletscherlandschaften wie Oser, Kamen, Moränen und Toteisseen, die während des Rückzugs des Bow-Valley-Gletschers im späten Pleistozän entstanden sind.

## Geologische Gegebenheiten

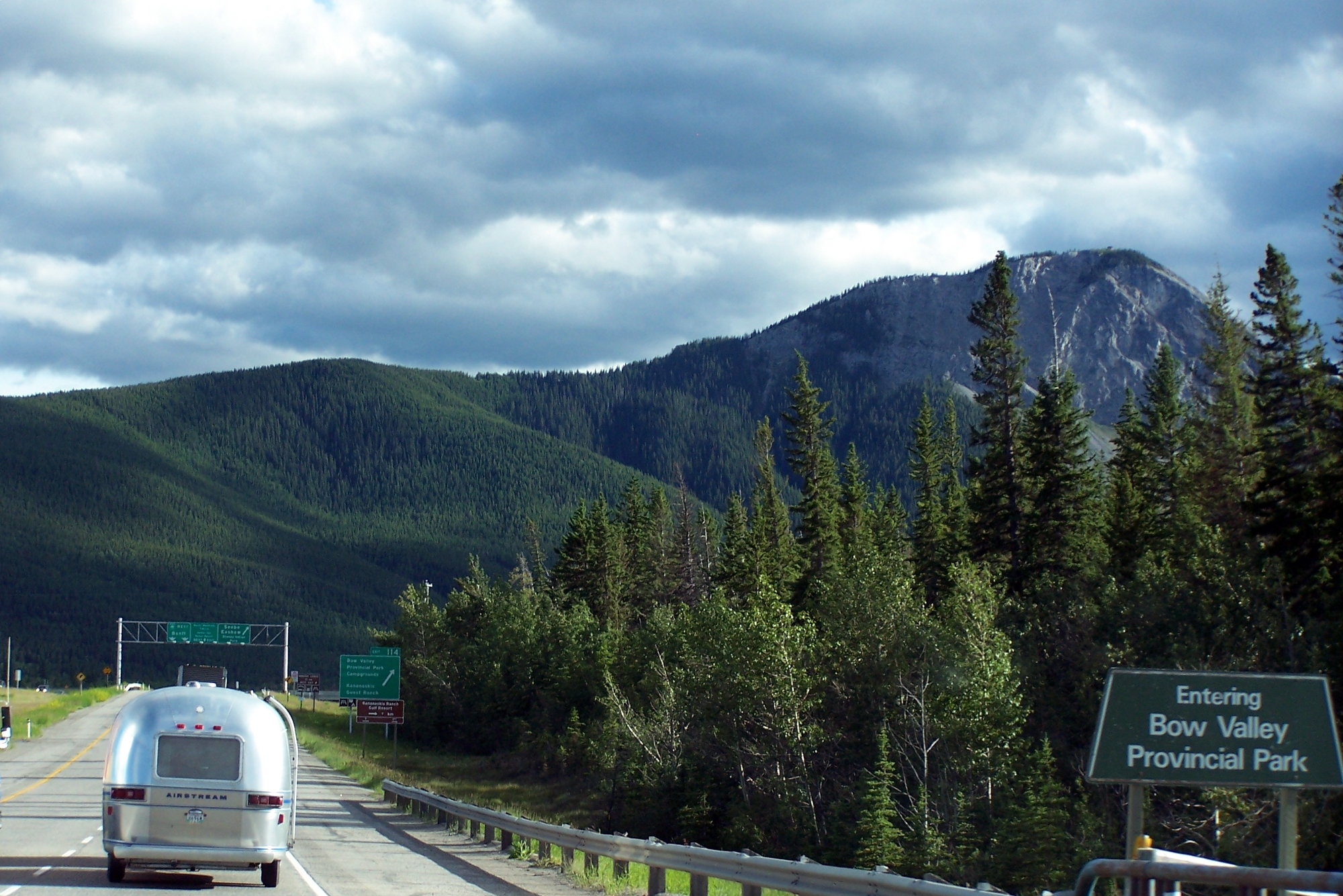
Eingang zum Bow Valley Provincial Park

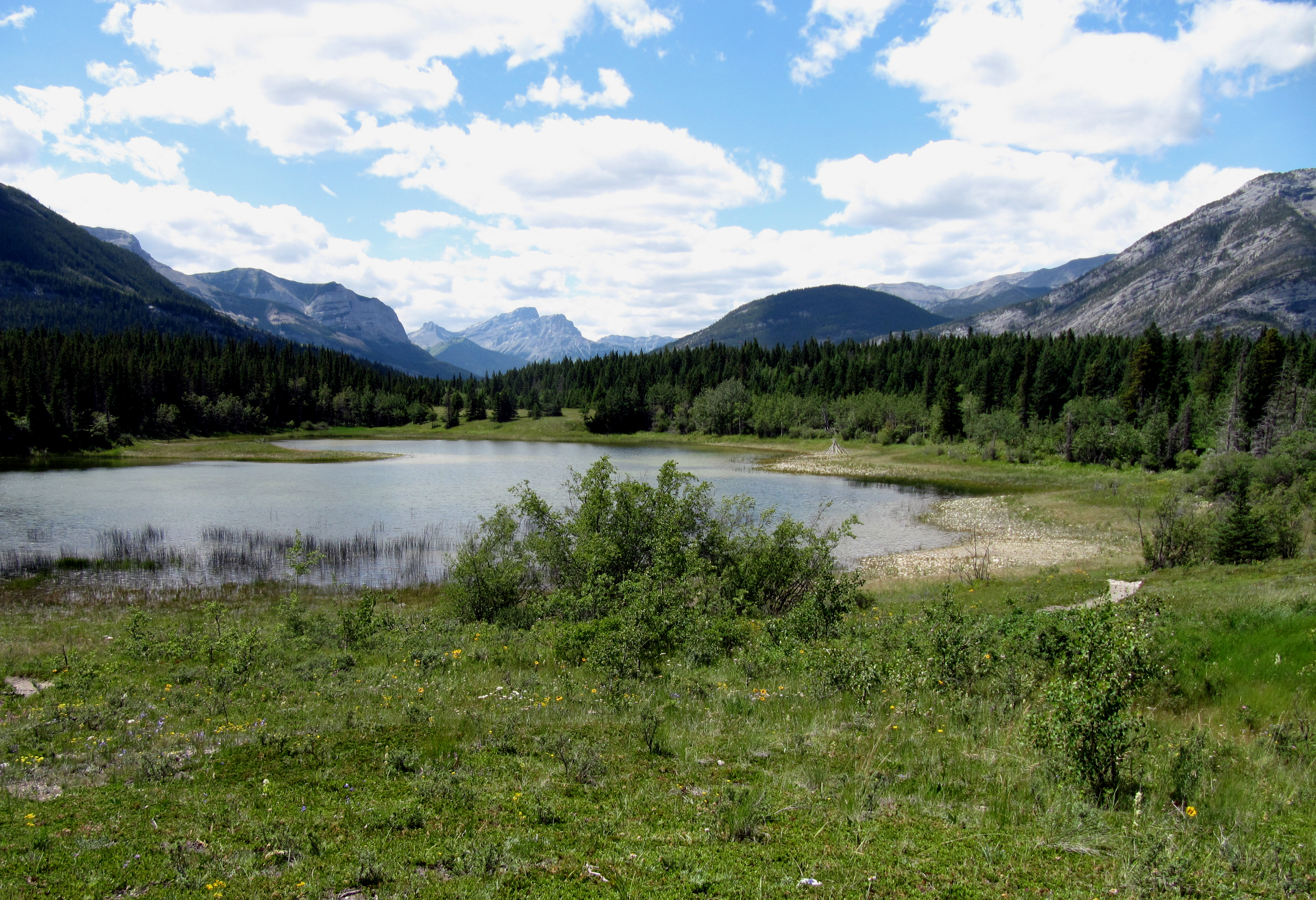
Bergkulisse am Middle Lake im Bow Valley Provincial Park

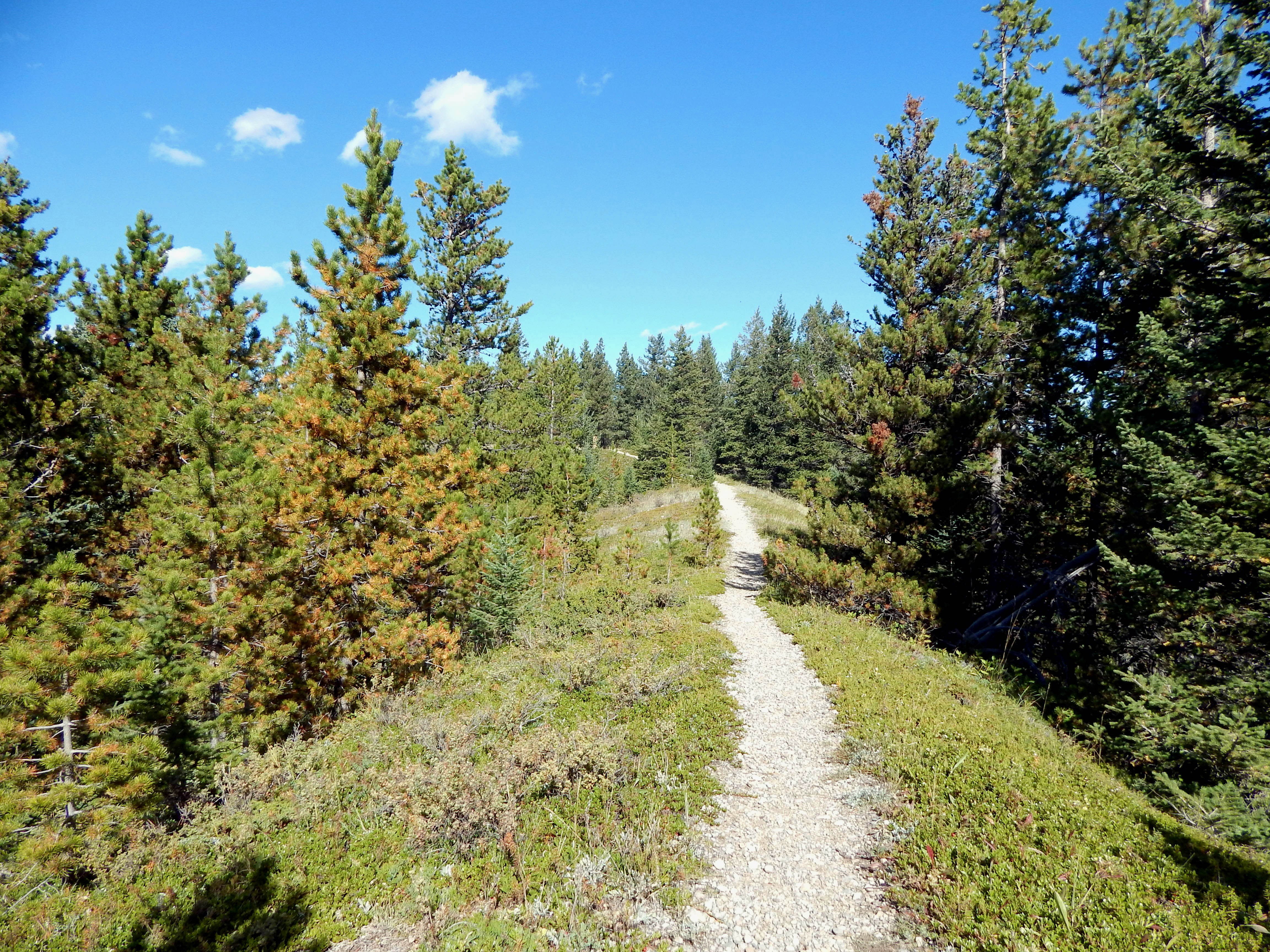
Ein Pfad folgt der Spitze eines Os im Bow Valley Provincial Park

Die spektakulären Berge, die den Park flankieren, wie z. B. Mount Yamnuska, bestehen aus widerstandsfähigem Karbonatgestein aus dem Kambrium bis Devon, das durch die McConnell-Überschiebung auf weichere Sandsteine und Schiefer aus der Oberkreide gelegt wurde. Diese Verwerfung leitet auch einen Teil des Quellwassers, das im Many-Springs-Gebiet des Parks an die Oberfläche tritt.
Das Quellwasser von Many Springs hat das ganze Jahr über eine Temperatur von etwa 7 °C und friert im Winter nicht ein. Es entspringt als Niederschlag in den umliegenden Bergen und sickert in eine Tiefe von etwa 600 Metern, wo es durch geothermische Wärme erwärmt wird. Dann zirkuliert es entlang der Ebene der McConnell-Überschiebung, die unter dem Park unterhalb von Many Springs verläuft, nach oben. Nach der Vermischung mit dem Wasser aus den Sand- und Kiesablagerungen, die unter dem Bow Valley liegen, fließt das Quellwasser mit einer Geschwindigkeit von etwa 100 l/s in den See.
Der Park bietet auch gute Beispiele für fluvioglaziale Landformen, die sich während des Rückzugs des Bow-River-Tal-Gletschers im späten Pleistozän bildeten. Dazu gehört der Middle Lake, ein Toteissee, der durch einen großen Eisblock entstanden ist, der sich vom zurückweichenden Gletscher gelöst hatte. Der Block wurde von Gletscherschlamm umgeben, und als er schmolz, hinterließ er die Senke, in der sich heute der See befindet. Im Park gibt es auch eine Vielzahl von Kamen, Osern und Moränen.

## Flora und Fauna
Nach dem Rückzug des Gletschers wurde das Parkgebiet von strauchartigen Pionierpflanzen besiedelt, die später durch einen Pinophytenwald ersetzt wurden. Die heutige Vegetation im Park ist eine Mischung aus bewaldeten Gebieten und offenen Wiesen und ist an kalte Winter, starke Chinook-Winde und heiße, trockene Sommer angepasst.
Der Wald wird von Kiefern dominiert und umfasst auch Fichten, Tannen und Pappeln. Aufgrund der starken Westwinde neigen sich die Bäume auf den Bergkämmen in der Regel nach Osten und haben auf der windzugewandten Seite keine Äste. Trockenere Gebiete des Parks sind mit Gräsern, einer Vielzahl von Wildblumen und niedrigen, mattenartigen Wacholderbüschen (Juniperus horizontalis) bewachsen. In gleichmäßig feuchten Gebieten wie Many Springs gedeihen feuchtigkeitsliebende Pflanzen wie der Gelbe Frauenschuh (Cypripedium parviflorum), das Butterkraut (Pinguicula vulgaris) und der Elefantenkopf (Pedicularis groenlandica).
Aufgrund des relativ warmen Quellwassers friert der See bei Many Springs im Winter nicht vollständig zu, was ihn für Biber und andere Tiere attraktiv macht. Die Tiere werden auch durch das Natriumchlorid im Quellwasser angezogen, das ihnen Lecksteine verschafft. Die kleine blinde Wasserassel Salmasellus steganothrix, die normalerweise in Höhlen zu finden ist, lebt unter Steinen im See von Many Springs.

## Bow Valley Wildland Provincial Park
Ein viel größeres Gebiet, der Bow Valley Wildland Provincial Park, welches auch das Yamnuska Natural Area umfasst, schützt das subalpine Ökosystem der Ausläufer der kanadischen Rocky Mountains zwischen dem Kananaskis Park System und dem Banff-Nationalpark, an den sie im Westen grenzt.

## Freizeitaktivitäten
Ungefähr dem Bow River folgend durchquert der Trans Canada Trail, der längste Wanderweg der Welt, in Ost-West-Richtung den Park.
Folgende Freizeitaktivitäten sind im Park möglich:
- Vogelbeobachtung (Adler, Falken, Steinadler)
- Camping
- Kanufahren, Kajakfahren und Rafting
- Angeln (Forellen im Bow River)
- Wandern im Hinterland und im Vorderland (Wanderwege: Bow River, Bow Valley, Flowing Water, Many Springs, Middle Lake, Montane und Moraine)
- Reiten
- Mountainbiking (auf den Pfaden des Bow Rivers, Bow Valleys und Moraines)
- Klettern
- Schneeschuhwandern
- Wildtierbeobachtung (Wapiti-Hirsche, Rehe, Dickhornschafe, Kanadische Biber, Bisamratten, Bären, Pumas und Mackenzie-Wölfe)
- Windsurfen (auf dem Barrier Lake und Lac des Arcs)